# Araneus habilis
Araneus habilis là một loài nhện trong họ Araneidae.
Loài này thuộc chi Araneus. Araneus habilis được Octavius Pickard-Cambridge miêu tả năm 1889.